# Волшебный Пояс Тилоары
Волшебный Пояс Тилоары (англ. Deltora Quest) - общее название трёх серий детских фэнтези книг известной австралийской писательницы Эмили Родда. В них повествуется о трёх спутниках, об их путешествии через волшебную страну Тилоару, в стремлении разыскать волшебные артефакты и одолеть сторонников Повелителя Теней.
Публикация этого цикла началась в Австралии в 2000 году. С  тех пор он был опубликован в свыше 30 стран. На ноябрь 2005, в мире было продано свыше 8 миллионов экземпляров, включая 2 миллиона в Австралии. Цикл публикуется издательством «Scholastic» в Австралии и США. В большинстве стран иллюстрации сделаны Марком МакБрайд. В России первая серия опубликована в 2005-2007 годах издательством «Азбука-классика», перевод Дарья Тимошук и Юлия Скоробогатова.
Цикл состоит из пятнадцати основных книг: первые восемь образуют серию Deltora Quest 1, следующие три - серию Deltora Quest 2 (Deltora Shadowlands), и еще четыре составляют серию Deltora Quest 3 (Dragons of Deltora). Кроме того, существуют еще пять дополнительных книг. Японское телевидение экранизировало серию как аниме сериал.

## Описание
На протяжении многих лет Повелитель Теней старался покорить страну Тилоару, но её оберегал волшебный пояс с особыми драгоценными камнями. Наконец, слугам Повелителя Теней удалось похитить эти камни и спрятать в опасных местах под охраной различных чудовищ. Шестнадцатилетний сын кузнеца Лиф и стражник Барда отправляются в путь, чтобы вернуть камни и защитить свою страну. По дороге к ним присоединяется девушка-дикарка Жасмин. Друзей ждут множество опасных приключений и загадок.

## Книги

### The Deltora Quest
1. Лес безмолвия / The Forests of Silence
2. Озеро слез / The Lake of Tears
3. Город крыс / City of the Rats
4. Зыбучие пески / The Shifting Sands
5. Зловещая гора / Dread Mountain
6. Пещера зверя / The Maze of the Beast
7. Долина пропавших / The Valley of the Lost
8. Возвращение в Тил / Return to Del

### The Deltora Quest 2 (Deltora Shadowlands)
1. Пещера Страха / The Cavern of the Fear
2. Остров Иллюзий / The Isle of Illusion
3. Темные Земли / The Shadowlands

### The Deltora Quest 3 (Dragons of Deltora)
1. Драконье Гнездо / Dragon's Nest
2. Темные Врата / Shadowgate
3. Остров Мертвых / Isle of the Dead
4. Сестра Юга / The Sister of the South

### Дополнительные книги
- Сказки Тилоары / Tales of Deltora
- Книга Монстров Тилоары / The Deltora Book of Monsters
- Книга Авторизованных Простых Викторин Тилоары / The Authorised Ultimate Deltora Quiz Book
- Как Рисовать Монстров Тилоары /How to Draw Deltora Monsters
- Как рисовать Драконов Тилоары /How to Draw Deltora Dragons